# Ecnomus tinco
Ecnomus tinco är en nattsländeart som beskrevs av Malicky och Chantaramongkol 1993. Ecnomus tinco ingår i släktet Ecnomus och familjen trattnattsländor. Inga underarter finns listade i Catalogue of Life.